# Кизилтаський Струмок
Кизилтаський Струмок (крим. Qızıltaş), також Монастирський (рос. Монастырский) — річка в Україні, на Кримському півострові. Права притока Отуза (басейн Чорного моря).

## Опис
Довжина річки 15 км, найкоротша відстань між витоком і гирлом — 9,01 км, коефіцієнт звивистості річки — 1,67. Площа басейну водозбору 36,0 км². Річка формується багатьма безіменними струмками та загатами.

## Розташування
Бере початок на східному схилі гори Фрейн Мезер. Спочатку тече на південний схід понад горою між хребтом Панас-Тене та горою Сандик-Кая, через урочище Кизилташ. Далі тече через село Краснокам'янку (колишнє Кизилташ), повертає на північний схід і тече через Щебетовку, потім повертає на південний схід. Зливається з річкою Кабактаський Струмок, створивши початок річки Отуз.

## Цікаві факти
- На лівому березі річки розташований Кизилташський Стефановський  монастир.
- Річку декілька разів перетинає автошлях Р29 (автомобільний шлях регіонального значення на території України Алушта — Феодосія).